# Osłowo (województwo podlaskie)
Osłowo – wieś w Polsce położona w województwie podlaskim, w powiecie siemiatyckim, w gminie Mielnik. Leży nad Bugiem.
W latach 1921–1934 wieś należała do gminy Radziwiłłówka.
W latach 1975–1998 miejscowość położona była w województwie białostockim.
Wierni kościoła rzymskokatolickiego należą do parafii Parafia Przemienienia Pańskiego w Mielniku.

## Historia Osłowa
Źródła pisane o wsi pochodzą z 1513 r. gdy został wybudowany dwór mieszczanina mielnickiego Mikołaja Rychlika, pierwszego wójta mielnickiego. Aleksander Jagiellończyk uposażył wójtostwo w trzy wolne od opłat włóki w pobliżu gruntów Osłowa. Dodatkowo wójt otrzymał także wolny od opłat młyn nad rzeką Mętną, karczmy w mieście wolne od płacenia kapszczyzny, wolną od opłat jatkę i prawo jej wydzierżawiania. Aleksander zaznaczył, że wójtostwo nadane Rychlikowi może być przez niego trzymane i dziedziczone, ale także wydzierżawione, zamienione lub sprzedane.
Według Powszechnego Spisu Ludności z 1921 roku wieś zamieszkiwało 114 osób, wśród których 15 było wyznania rzymskokatolickiego, 90 prawosławnego 9 mojżeszowego. Jednocześnie 105 mieszkańców zadeklarowało polską przynależność narodową, a 9 żydowską. Było tu 20 budynków mieszkalnych.